# María de Andrade
María de Andrade, XI señora de Andrade y V señora de Puentedeume, Ferrol y Villalba, fue una noble gallega del siglo XV.

## Vida
Fue la quinta persona en poseer los señoríos de Andrade, Puentedeume, Ferrol y Villalba, heredados de su padre Pedro Fernández de Andrade II. La temprana muerte de éste hizo que alcanzara los señoríos siendo menor de edad, por lo que durante su breve mandato ejerció de tutor su tío Fernán Pérez de Andrade, el Mozo.
Se desconocen las fechas exactas de su nacimiento, posesión del señorío y fallecimiento. Se sabe por diferentes documentos que su padre testificó en 1435, que en 1440 gobernaba los señoríos con su tío como tutor, y que en julio de 1442 su tío ya es dueño de los señoríos.
Por lo tanto, debe haber tomado posesión de los señoríos en algún momento después de 1435 y murió sin descendencia entre 1440 y 1442.
Poco se sabe de esto, más niña que señora de Andrade. Aparece nombrada en un documento de 6 de enero de 1440 relativo a un foro concedido por los frailes de Montefaro en el que se dice:

Et eu john sennor notº publico por lo sennor frnan peres dandrade titor de dona mª sua sobriña ennas vilas da pontedeume e ferrol e vilalua e en todas las outs suas terras e señorios e encomendas...

Le sucedió su tío y tutor, Fernán Pérez de Andrade, el Mozo.